# براندان كار
براندان كار (بالإنجليزية: Brendan Carr)‏ هو سياسي أيرلندي، ولد في 1950 في دبلن في جمهورية أيرلندا. حزبياً، نشط في حزب العمال (جمهورية أيرلندا). وقد انتخب Lord Mayor of Dublin ‏ (2016 – ).